# Liothrips dumosus
Liothrips dumosus är en insektsart som först beskrevs av Dudley Moulton 1907.  Liothrips dumosus ingår i släktet Liothrips och familjen rörtripsar. Inga underarter finns listade i Catalogue of Life.